# 法斯耐特灯塔
法斯耐特灯塔（英語：Fastnet Lighthouse）是一個位於愛爾蘭的灯塔，在1897年興建、1904年開始啟用，島上無人居住。這裡是愛爾蘭最南端，位於克利爾島西南6.5公里，離科克郡本土13公里.。目前燈塔是島上第二座燈塔，及愛爾蘭最高的燈塔。

## 歷史
第一座法斯耐特灯塔在1853年動工興工，1854年1月1日首次亮燈，建造原因有一部份是因為1847年11月一艘美國商船在迷霧中失事，導致船上110名船員有92人罹難。燈塔建築材料是铸铁，燈塔內部是磚塊，由喬治·哈尔平（George Halpin）設計，造價為£17,390，塔高19.4（63英尺9英寸），燈塔則高8.4-（27英尺8英寸），使其總高度達28（91英尺）。燈塔內的油燈達3.8萬坎德拉。1883年加入了雾号，可以每5分鐘發出。
然後燈塔強度不足，無法抵擋這裡的風浪，縱使曾多次嘗試加固，仍然徒勞。1891年愛爾蘭燈塔委會員認為燈塔本身強度和燈光強度不足，決定建一座新的燈塔。新燈塔在1897年動工，由威廉·道格拉斯（William Douglass）設計，詹姆斯·卡瓦纳（James Kavanagh）負責監督施工過程，塔身材料採用康沃爾花崗岩。燈塔在1904年6月27日啟用，耗資£90,000。燈塔在1989年3月全面自動化。

## 外部連結

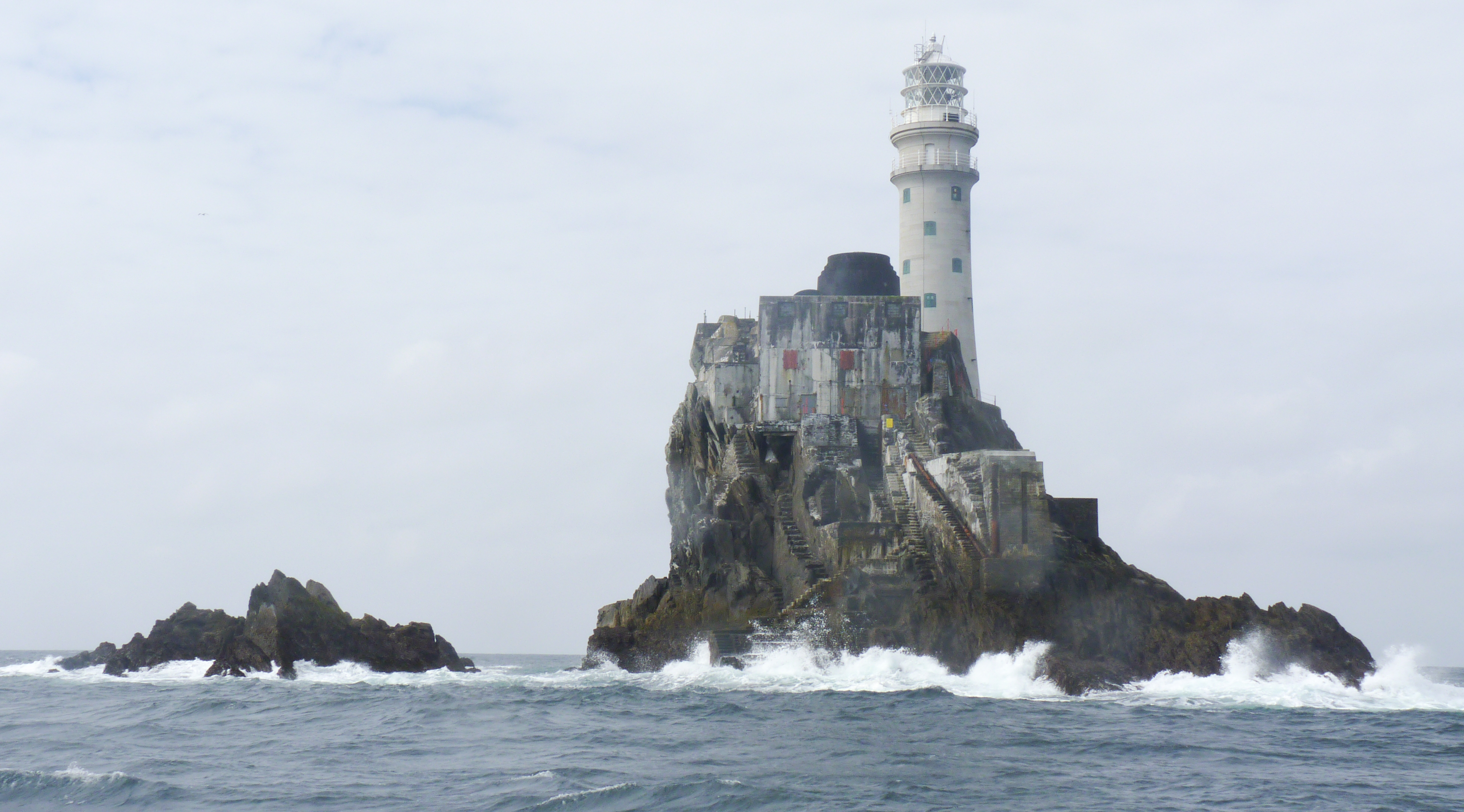

- The Fastnet Lighthouse: Light on a lonely rock （页面存档备份，存于）, The Economist 18 Dec. 2008
- Fastnet Lighthouse Vital Statistics （页面存档备份，存于）
- Pictures of the lighthouse （页面存档备份，存于）
- Mizen Head Signal Station （页面存档备份，存于）
- 9/28/1907;Fastnet Rock Lighthouses As Seen From Ooean Liners
- Fastnet Rock Tour from Baltimore and Cape Clear Island （页面存档备份，存于）